# Шэнахэн, Патрик
Патрик Майкл Шэнахэн (англ. Patrick Michael Shanahan; род. 27 июля 1962, Пало-Алто, Калифорния, США) — американский военный деятель, политик. Исполняющий обязанности министра обороны США с 1 января по 24 июня 2019 года.

## Биография
Получил в Вашингтонском университете степень бакалавра и в Массачусетском технологическом институте — степень магистра наук по инженерному делу, а также в Школе менеджмента МТИ — степень магистра делового администрирования. С 1986 года работал в корпорации Boeing, начав карьеру в подразделении гражданских авиалайнеров — курировал программы производства Boeing 767 и Boeing 757.
Затем работал в подразделении боевых вертолётов Boeing Rotorcraft Systems в Филадельфии, а с 2004 года возглавлял в Вашингтоне работы в области баллистических ракет.
В 2007 году вернулся в гражданскую отрасль, занявшись решением проблем проекта Boeing 787 Dreamliner, а в 2008 году занял должность старшего вице-президента и отвечал за все программы производства пассажирских самолётов.
19 июля 2017 года вступил в должность заместителя министра обороны США.
На предварительных слушаниях в Комиссии Сената США по Вооружённым силам 20 июня 2017 года Джон Маккейн угрожал заблокировать утверждение кандидатуры Шэнахэна, поскольку в письменной форме тот не дал прямого ответа на вопрос, поддерживает ли он поставку американских вооружений Украине, отметив, что может принять решение только после вступления в должность, поскольку до тех пор не имеет доступа к секретной информации. Под давлением Маккейна Шэнахэн заявил, что не поддерживает идею снабжения Украины американским оружием. Маккейн также публично заявлял, что он не в восторге от перспективы назначения на вторую по важности должность в оборонном ведомстве представителя «большой пятёрки» военно-промышленных подрядчиков.
23 декабря 2018 года президент Трамп объявил, что Патрик Шэнахэн с 1 января 2019 года будет исполнять обязанности министра.
С 1 января по 24 июня 2019 года — исполняющий обязанности министра обороны США.
В марте 2019 года стало известно, что Офис генерального инспектора Министерства обороны США проводит расследование в отношении Шэнахэна из-за обвинений в сохранении у него связей с корпорации Boeing, чьи интересы он якобы защищал, уже находясь в Пентагоне.
9 мая 2019 года Трамп объявил о намерении официально назначить Шэнахэна министром обороны, но так и не представил официально Сенату его кандидатуру на утверждение. 18 июня 2019 года газета «Washington Post» опубликовала сведения о событиях ноября 2011 года, когда Шэнахэн выступил в защиту своего сына Уильяма, которому тогда было 17 лет (подросток избил бейсбольной битой мать). Позднее в этот же день Шэнахэн объявил об отказе от номинации на министерский пост.
19 июня стало известно, что Шэнахэн будет работать в своей должности включительно до 23 июня. Его сменщиком объявлен Марк Эспер.